# エドワード・パーキス・フロスト

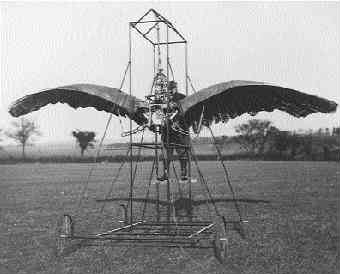
フロストのオーニソプター

エドワード・パーキス・フロスト（Edward Purkis Frost、1842年 - 1922年）はイギリスの航空のパイオニアである。王立航空協会の会長も務めた。
ケンブリッジシャーのウェスト・ラッティングのウェスト・ラッティング・ホールに住む治安判事であった。1868年から飛行の研究を始め、1870年代に蒸気エンジンを使った羽ばたき機(オーニソプター)の製作を始めた。蒸気エンジンは20から25馬力を出すつもりであったが、実際は5馬力しか出ず、1000ポンドを費やした実験は浮くことはできなかった。協力者と1902年に内燃機関を使った、同様な機体を造りはじめ、1904年に、地面から離れた。この機体の翼はロンドン科学博物館に展示されている。
1875年から王立航空協会の会員で、1908年から1911年の間、会長を務めた。